# Seemannsmission Altona

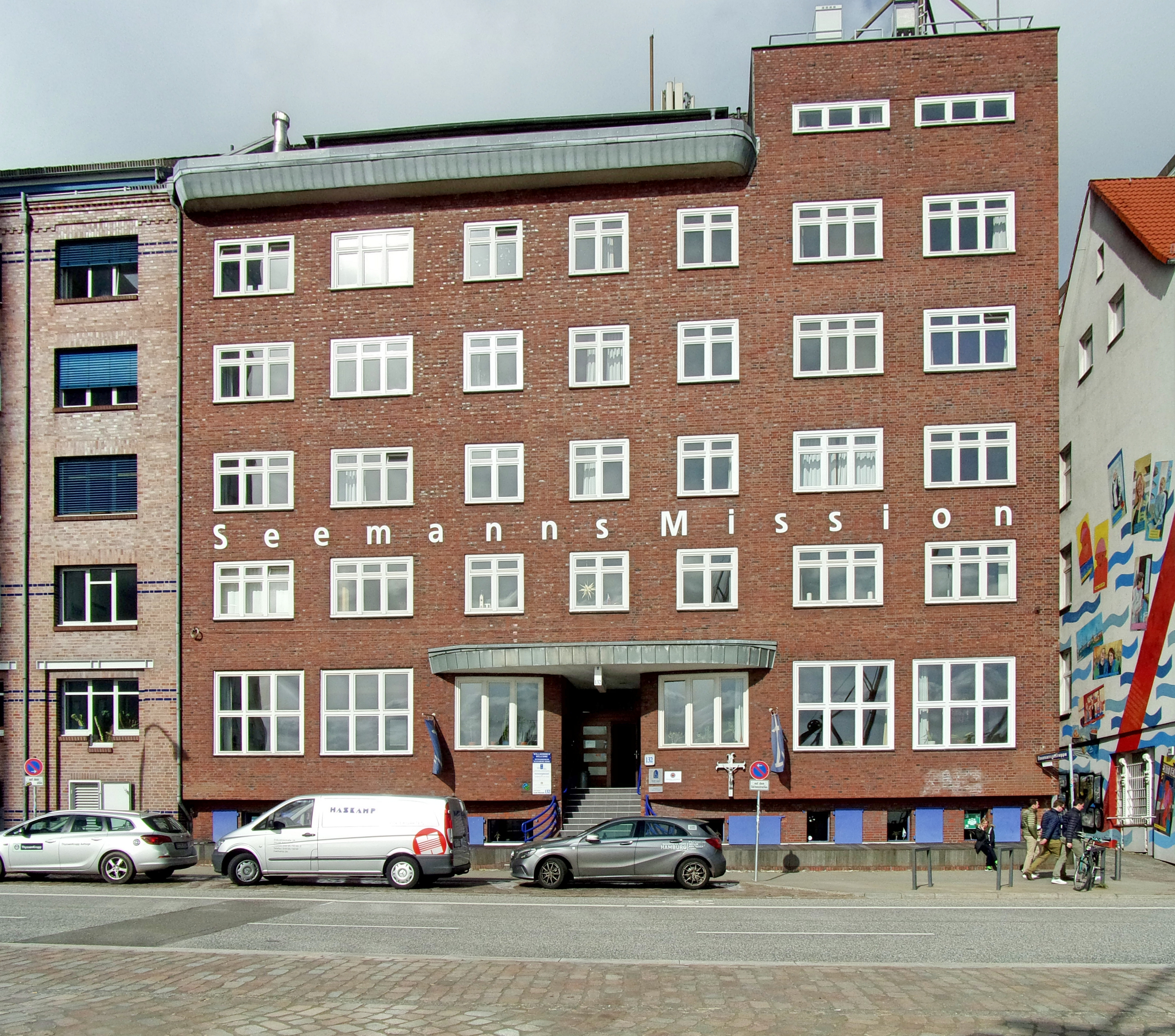
Deutsche Seemannsmission in Hamburg-Altona

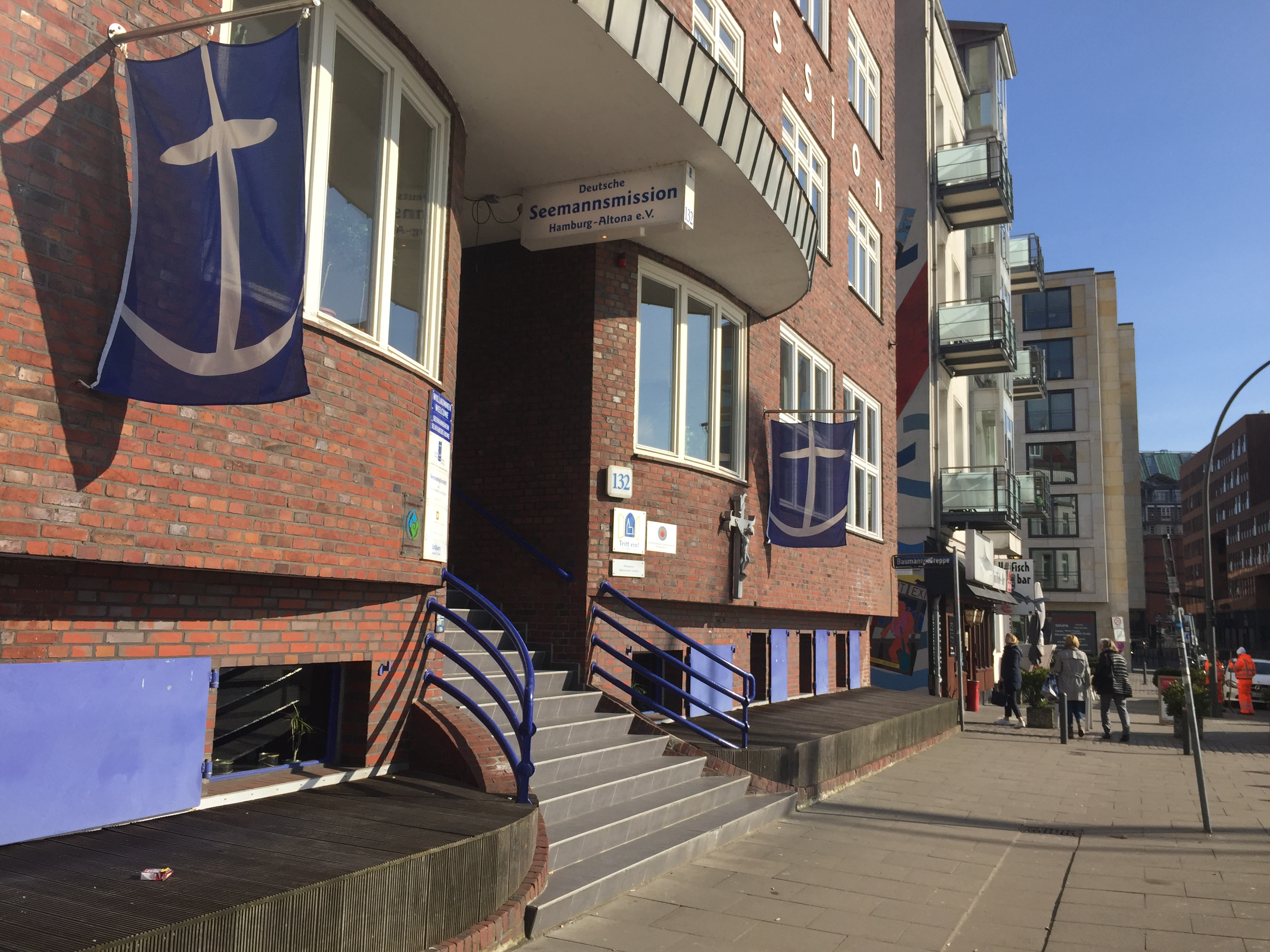
Eingangsbereich

Die Deutsche Seemannsmission Hamburg-Altona e. V. wurde 1902 als „Altonaer Fischer- und Schifferstube“ in das Vereinsregister eingetragen. Von 1928 bis 1930 wurde das Etagenhaus nach einem Entwurf von Kurt Stoltenberg in der Großen Elbstraße 132 errichtet. Das Gebäude steht unter Denkmalschutz. Es liegt im Stadtteil Hamburg-Altona-Altstadt direkt an der Elbe. Dort befindet sich ein Hotel (34 Zimmer), ein Seemannsclub (Kneipe) und die Kirche St. Clemens am Hafen.
Die Einrichtungen sind besonders für Seeleute gedacht, stehen jedoch auch der Öffentlichkeit zur Verfügung.
Die Seemannsmission Altona ist Mitglied im Dachverband Deutsche Seemannsmission e. V. und im Diakonischen Werk Hamburg. Im Gebäude befindet sich auch das Seemannspfarramt der Nordkirche.

## Geschichte

### Die Fischer- und Schifferstube
Das Ende des 19. Jahrhunderts noch nicht zu Hamburg gehörende Altona zeichnete sich durch eine florierende Hafenwirtschaft aus. Insbesondere Fisch wurde an den Altonaer Landungsbrücken (heute der Holzhafen) und am Altonaer Fischmarkt umgeschlagen. Die von den Schiffen kommenden Seeleute verbrachten ihre Tage an Land vor allem in Gaststätten und zwielichtigen Kneipen – zum Missfallen der Altonaer Stadtbevölkerung. Um dieser Misere entgegenzuwirken, wurde 1898 am Altonaer Fischmarkt die Fischer- und Schifferstube gegründet. Der Fischmarkt war erst wenige Jahre zuvor nach Plänen des Architekten Albert Winkler neu gestaltet worden. Am Fischmarkt 21 konnte das „Hülfskomitee“ für lutherische Seemannsmission im ersten Stock des modernen Hauses ein großes Kontor anmieten. Für Übernachtungen reichte der Platz noch nicht, jedoch gab es ein großes Lesezimmer und Räume für den ersten Seemannsdiakon Carl Schad. Das Komitee, besetzt aus Altonaer Prominenz und Vertretern aus Seefahrt und Kirche, beschloss erst im Dezember 1901, nachdem sich das Konzept als erfolgreich bewiesen hatte, den Verein „Altonaer Fischer- und Schifferstube“ eintragen zu lassen. 1903 konnten nach Verhandlungen mit dem Eigentümer des Gebäudes, dem Kaufmann Ludwig Possehl, zusätzliche Räume angemietet werden, die dann Seeleuten zur Übernachtung zur Verfügung standen. Es zeigte sich jedoch schnell, dass die Räumlichkeiten für die Vielzahl an Seeleuten nicht ausreichten. Es wurde daher begonnen nach der Möglichkeit eines eigenen Hauses zu suchen.

### Der Holzplatz der Seemannsmission
1916 erhielt der Vorstand des Vereins von der Stadt Altona ein Grundstück an der Großen Elbstraße als Erbbaurecht. Am 23. Oktober unterschrieb Bürgermeister Schnackenburg den Vertrag. Das Grundstück an der Großen Elbstraße 68–94, heute links des Hafenklangs, wurde jedoch nicht mehr bebaut: Das Ende des Ersten Weltkriegs vernichtete alle finanziellen Ersparnisse (sie waren z. T. als Kriegsanleihen an den Verein gespendet worden), so dass an einen Neubau nicht zu denken war. Wegen der großen Not der Seeleute richtete der Verein an der Stelle einen ersten „Holzplatz“ ein. Dort konnten Seeleute kleine Arbeit finden und bekamen etwas zu essen. 1924 verlegte man den Holzplatz in die Weidenstraße 40. Das noch heute stehende Gebäude der Baur‘schen Stiftung suchte nach einer neuen Nutzung. Unter der Leitung von Alfred Menzel richtete die Seemannsmission dort den neuen Holzplatz ein. Seeleute, aber auch entlassene Strafgefangene und Wanderer konnten dort übernachten und Essen bekommen – dafür mussten sie bei der Produktion von Spaltholz oder kleinerer Krippen helfen. Der Betrieb konnte bis 1939 fortgeführt werden, danach wurde es auf Betreiben der NSDAP geschlossen.

### Das neue Haus
1928 trat der Vorstand an das renommierte Architektenbüro Raabe & Wöhlecke heran und beauftragte den Entwurf eines neuen Seemannsheimes. Das im damals hochmodernen Stil des Bauhauses ohne jedwede Fassadenzierde entworfene Gebäude – es setzte sich damit deutlich von den anderen Häusern an der Großen Elbstraße ab – wurde von Kurt Stoltenberg entworfen. Es war inzwischen gelungen, von der Stadt das Grundstück an der Großen Elbstraße 132–134 zu erhalten. Am 8. Mai 1929 konnte noch inmitten der Schuttberge der frisch abgerissenen Altbebauung der Grundstein für das neue Haus gelegt werden. Bereits im Dezember war das Haus hochgezogen und mit Fenstern versehen und wurde knapp ein Jahr später der Prominenz aus Kirche, Politik und Wirtschaft vorgestellt. Bei der feierlichen Eröffnung am 24. April 1930 wurde die besonders funktionelle Architektur und besondere Bedeutung für die vielen Seeleute der Altonaer Hafenlandschaft deutlich. Während des Zweiten Weltkriegs zog kurzzeitig die ausgebombte Wasserschutzpolizei in eine Etage des Hauses. Die Versuche der NS-Funktionäre, das Seemannsheim unter die Kontrolle der Partei zu bringen, scheiterten an dem klug agierenden Seemannspastor Thun und dem Vorstandsvorsitzenden John Reeder. Von den vielen Bombenangriffen blieb das Haus verschont. So steht es bis heute mit der markanten Klinkerfassade direkt am Holzhafen.
Es ist unter der Nummer 16539 in die Hamburger Denkmalliste eingetragen.

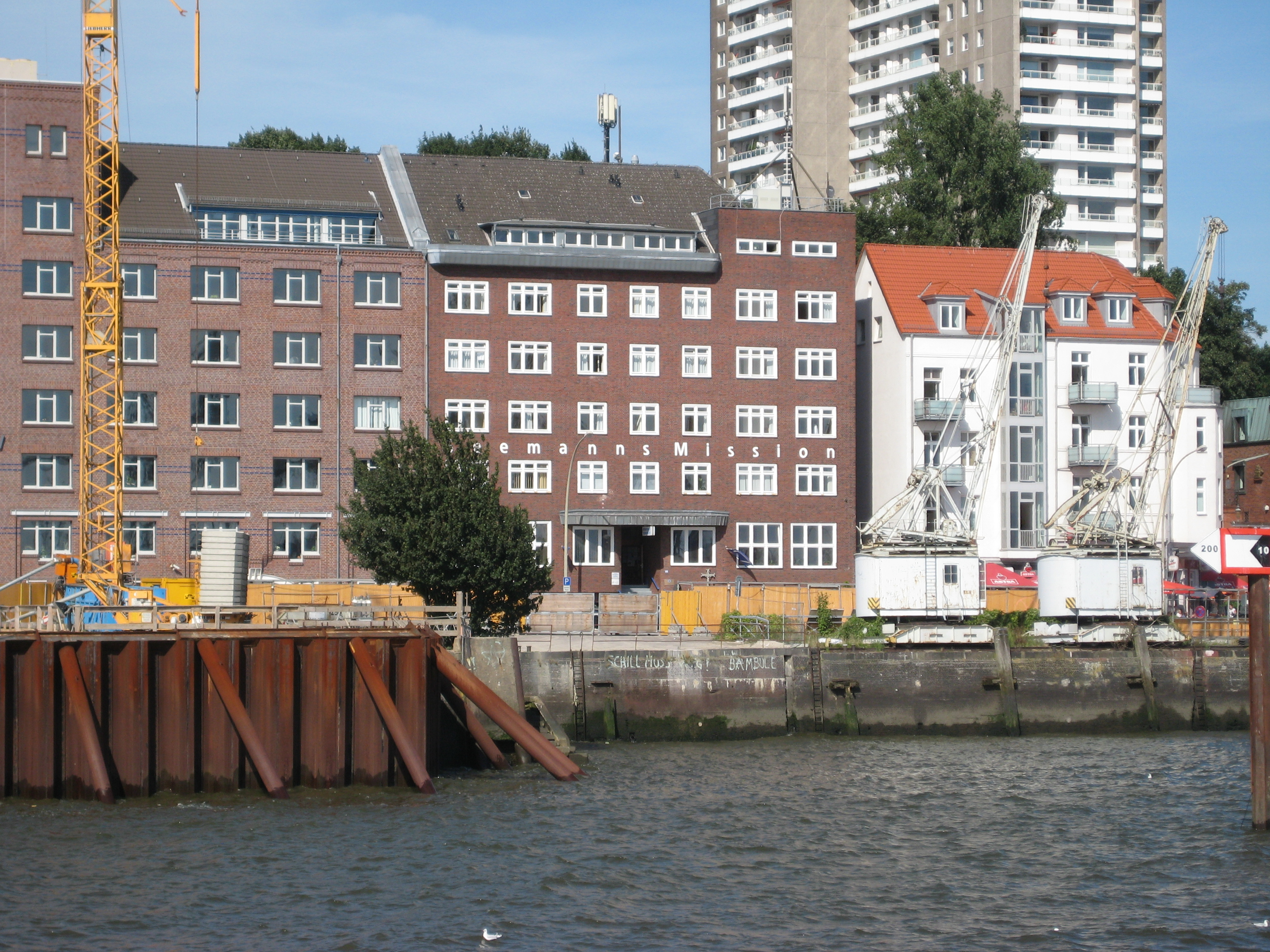
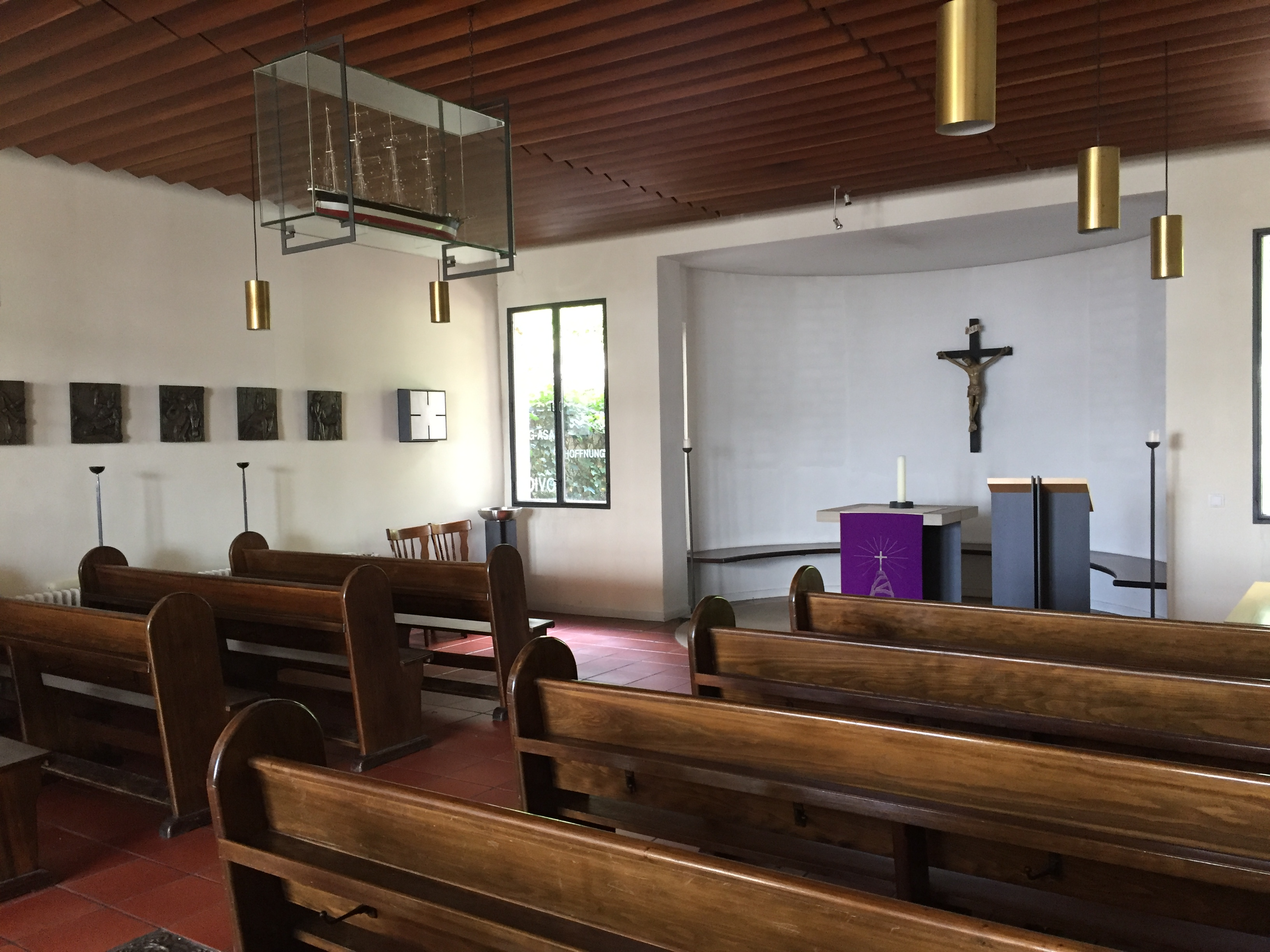
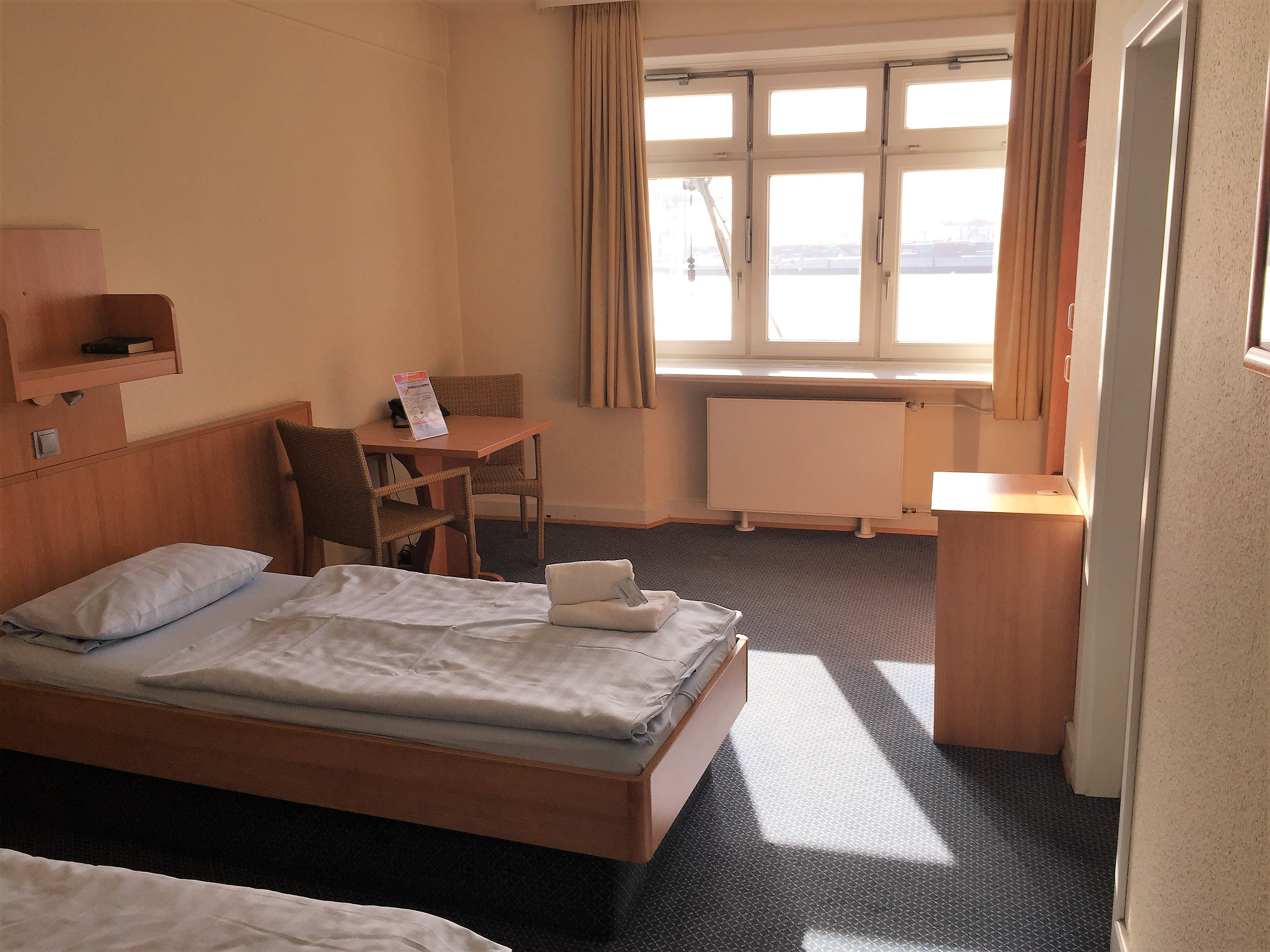
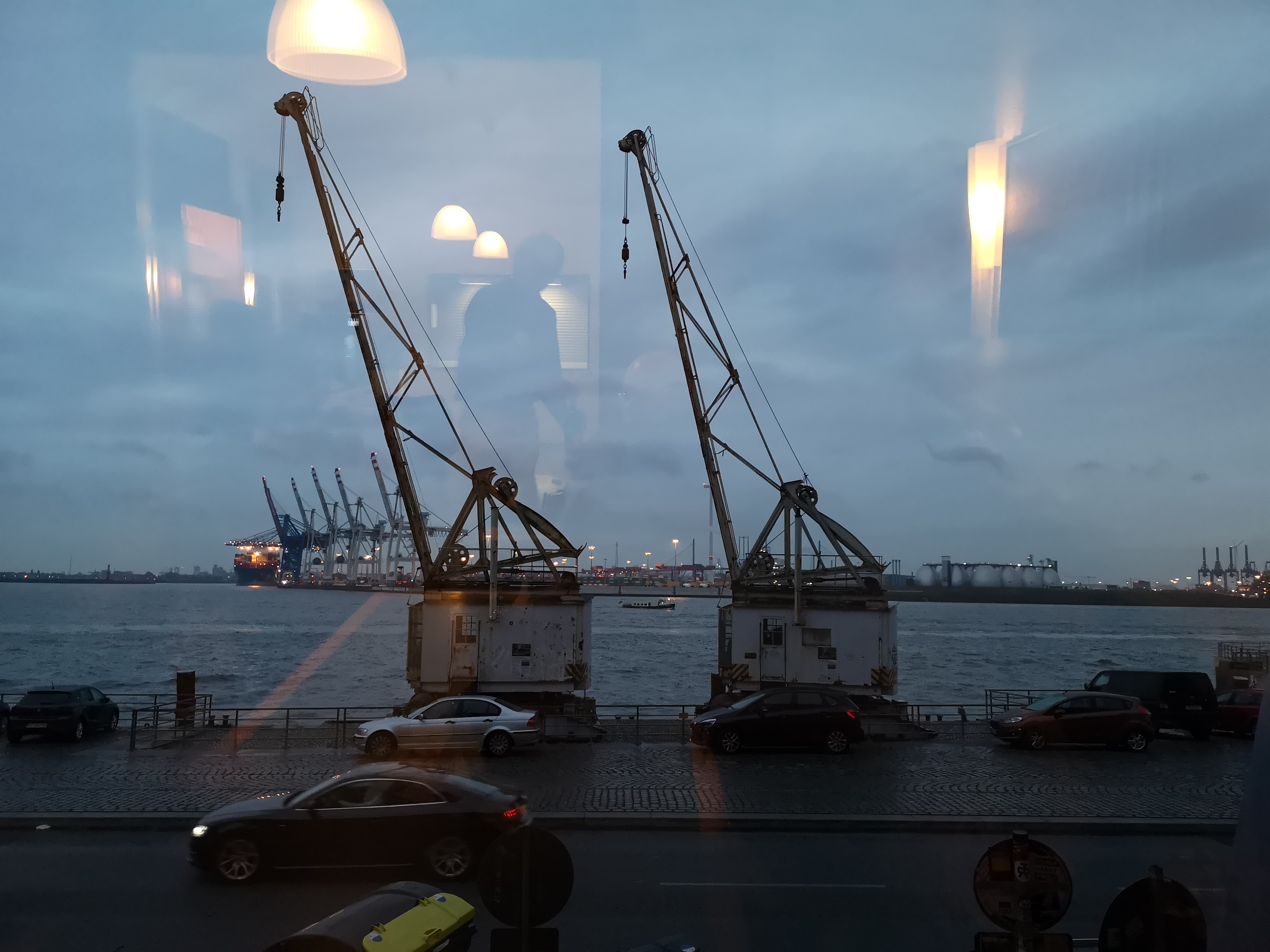